# 伊斯提斯拉赫
伊斯提斯拉赫，又译“公益”，是逊尼派伊斯兰教法学中的一种立法原则，指在在公共利益基础上进行的判决，而没有古兰经和圣训作为基础。